# USCGC Point Hope (WPB-82302)
El USCGC Point Hope (WPB-82302), actualmente Coronel Alfonso Monje (SP 82-1), es el cabeza de serie de los patrulleros serie «A» de la clase Point construida para la Guardia Costera de Estados Unidos (USCG). Fue asignado en 1960 y transferido a Costa Rica en 1991.

## Construcción e historia
Fue construido por el United States Coast Guard Yard de Baltimore en 1960 y puesto en servicio el 5 de octubre de 1960.
En 1991 fue adquirido por Costa Rica para el Servicio Nacional de Guardacostas.

## Características
Con un desplazamiento de 67 t, el pequeño bote se extiende en 25,3 m de eslora, 5,2 m de manga y 1,8 m de calado. Está impulsado por dos motores diésel que le permiten alcanzar los 23,5 nudos de velocidad.